# Robert Gysae
Robert Gysae (ur. 14 stycznia 1911, zm. 26 kwietnia 1989) – niemiecki oficer marynarki, Korvettenkapitän, w latach 1940–1943 dowódca niemieckich okrętów podwodnych U-98 oraz U-177. W latach 1943–1944 służył w 12. Flotylli U-Bootów, następnie objął dowództwo 25. Flotylli. Od kwietnia 1945 do kapitulacji III Rzeszy dowódca Morskiego Pułku Przeciwpancernego. Po zakończeniu wojny – od czerwca 1945 do grudnia 1947 – był szefem sekcji personelu niemieckiej służby poławiania min na obszarze Morza Bałtyckiego. Wstąpił następnie do Bundesmarine, gdzie służył jako attaché morski w Stanach Zjednoczonych w stopniu kontradmirała (niem. Flottillenadmiral).
W trakcie II wojny światowej odbył osiem patroli, w trakcie których zatopił 24 statki o łącznej pojemności 136 266 ton oraz jedną pomocniczą jednostkę wojskową o pojemności 10 549 BRT. Uszkodził także jeden statek o pojemności 2588 BRT. 31 grudnia 1941 jako 99. w Kriegsmarine i 43. w U-Bootwaffe otrzymał Krzyż Rycerski. 31 maja 1943 roku jako w 250. w Wehrmachcie, 31 w Kriegsmarine i 24. w U-Bootwaffe otrzymał Liście Dębu.